# Kuks
Kuks település Csehországban, Trutnovi járásban. Kuks Zaloňov, Stanovice, Litíč, Hřibojedy és Heřmanice településekkel határos. Lakosainak száma 263 fő (2024. január 1.).

## Népesség
A település lakosságának változását az alábbi diagram mutatja:
| Lakosok száma | 894  | 746  | 587  | 415  | 304  | 233  | 263  | 269  | 263  | 263  |
|               | 1869 | 1890 | 1921 | 1950 | 1980 | 2001 | 2017 | 2019 | 2022 | 2024 |